# Evarcha proszynskii
Evarcha proszynskii là một loài nhện trong họ Salticidae.
Loài này thuộc chi Evarcha. Evarcha proszynskii được Yuri M. Marusik & Dmitri Viktorovich Logunov miêu tả năm 1998.